# 1994
1994. је била проста година.

## Догађаји

### Јануар
- 3. јануар — У Сибиру се срушио руски путнички авион Тупољев Ту-154, при чему је погинуло свих 124 путника и чланова посаде.
- 24. јануар — Гувернер Народне банке Југославије Драгослав Аврамовић је представио нови динар са односом 1:1 према марки са циљем да се заустави хиперинфлација у СРЈ.
- 31. јануар — У главном граду Сомалије, Могадишу, амерички маринци у пратњи конвоја, у којем су биле дипломате САД, отворили су ватру на људе окупљене код центра за расподелу хране и убили најмање пет цивила, а многе ранили.

### Фебруар
- 5. фебруар — Током рата у Босни и Херцеговини на сарајевској пијаци Маркале у центру града од гранате је погинуло 68, а рањено 200 људи.
- 9. фебруар — НАТО поставио ултиматум Републици Српској да у року од 10 дана повуку све тешко наоружање око Сарајева

### Март
- 18. март — У Вашингтону потписан споразум о успостављању муслиманско-хрватске федерације у БиХ

### Април
- 7. април —  Геноцид у Руанди започео је стотина хиљада припадника мањинског народа Тутси, као и припадника народа Хуту. Овај геноцид представља најсвирепији злочин током Руанданског грађанског рата. Починилсу га две Хуту екстремистичке организације: Интерахамве и Импузамугамби. Убијања су се одиграла између 6. априлa и средине јула и у њима је убијено од 800.000 до 1.000.000 људи.
- 8. април — Војска Републике Српске започела офанзиву на Горажде.
- 8. април —  Убијена српска новинарка Дада Вујасиновић
- 15. април — У Београду је основан Мобтел Србија, почео са радом 31. децембра.
- 25. април — САД, Немачка, Француска, Уједињено Краљевство, и Русија формирали Контакт групу. Месец дана касније, пет земаља чланица представиле су мировни план којим би БиХ била подељена на два ентитета : муслиманско-хрватски са 51% територије и српски са 49%.

### Мај
- 1. мај — У трци за Велику награду Сан Марина погинуо бразилски возач Формуле 1 Аиртон Сена.
- 6. мај — Отворен је подморски тунел испод канала Ламанш, којим се повезују Француска и Уједињено Краљевство.
- 10. мај — Нелсон Мандела изабран за председника Јужне Африке и постао први тамнопути председник те земље.

### Јун
- 1. јун — Јужноафричка Република је након 33 године поново примљена у Комонвелт.
- 17. јун — О'Џеј Симпсон је ухапшен због убиства своје супруге и њеног пријатеља након потере на ауто-путу која је била преношена на телевизији.
- 23. јун — Јужна Африка после деценије међународне изолације због политике апартхејда, поново заузела место у Генералној скупштини Уједињених нација.

### Јул
- 7. јул — У Јемену је окончан двомесечни грађански рат уласком трупа Северног Јемена у главни град Јужног Јемена Аден.
- 16. јул — Делови комете Шумејкер-Ливи 9 су почели да ударају у планету Јупитер, а први фрагмент је изазвао ватрену лопту чија је температура достизала око 24.000 К.
- 18. јул — Муслиманска и хрватска страна у БиХ прихватиле мировни план Контакт групе.

### Август
- 4. август — Након упорног одбијања Републике Српске да прихвати план Контакт групе, Србија и СР Југославија прекинуле све односе са Републиком Српском и затвориле границу на Дрини. УН касније делимично укидају санкције.
- 14. август — Суданске власти су предали француским агентима Карлоса Шакала, траженог за бројне терористичке нападе у Европи.

### Септембар
- 28. септембар — У невремену у Балтичком мору у близини финске обале потонуо ферибот „Естонија“, усмртивши 852 особе.

### Октобар
- 1. октобар — Острвска држава Палау је стекла независност.
- 10. октобар — 23. октобар — Одржан је шаховски турнир у Тилбургу, Холандија. Победник је Валериј Салов.
- 26. октобар — Израел и Јордан потписали су споразум, којим је после 46 година формално окончано ратно стање двеју суседних земаља.

### Децембар
- 5. децембар — Почела са радом БК Телевизија.
- 11. децембар — Руски председник Борис Јељцин је наредио је руској војсци да успостави контролу над Чеченијом.
- 14. децембар — Почела је изградња бране Три клисуре на реци Јангце.
- 31. децембар — Први чеченски рат: почиње руски напад на Грозни.

## Рођења

### Јануар
- 2. јануар — Немања Ненадић, српски кошаркаш[1]
- 4. јануар — Михајло Андрић, српски кошаркаш[2]
- 4. јануар — Никола Антић, српски фудбалер[3]
- 6. јануар — Никола Јовановић, српски кошаркаш[4]
- 10. јануар — Охи Омоиџуанфо, норвешки фудбалер[5]
- 10. јануар — Џон Руиз, костарикански фудбалер[6]
- 12. јануар — Емре Џан, немачки фудбалер[7]
- 13. јануар — Василије Мицић, српски кошаркаш
- 15. јануар — Ерик Дајер, енглески фудбалер[8]
- 19. јануар — Дејан Георгијевић, српски фудбалер[9]
- 21. јануар — Лора Робсон, енглеска тенисерка[10]
- 23. јануар — Вера Блу, аустралијска музичарка
- 27. јануар — Адин Врабац, босанскохерцеговачки кошаркаш[11]
- 28. јануар — Џоел Боломбој, руско-амерички кошаркаш[12]
- 28. јануар — Малума, колумбијски музичар[13]
- 29. јануар — Вукан Савићевић, црногорски фудбалер[14]
- 30. јануар — Никола Чворовић, српски кошаркаш[15]

### Фебруар
- 1. фебруар — Џулија Гарнер, америчка глумица
- 1. фебруар — Хари Стајлс, енглески музичар и глумац[16]
- 7. фебруар — Марко Павловски, српски фудбалер[17]
- 9. фебруар — Милан Павков, српски фудбалер[18]
- 11. фебруар — Амида Брајма, гански кошаркаш[19]
- 13. фебруар — Никола Јанковић, српски кошаркаш[20]
- 16. фебруар — Ава Макс, америчка музичарка[21]
- 17. фебруар — Никола Жижић, црногорски кошаркаш[22]
- 19. фебруар — Никола Ивановић, црногорски кошаркаш[23]
- 22. фебруар — Елфрид Пејтон, амерички кошаркаш[24]
- 23. фебруар — Лука Пуј, француски тенисер[25]
- 23. фебруар — Дакота Фанинг, америчка глумица[26]
- 25. фебруар — Јуџини Бушард, канадска тенисерка
- 28. фебруар — Аркадјуш Милик, пољски фудбалер[27]

### Март
- 1. март — Давид Бабунски, македонски фудбалер[28]
- 1. март — Џастин Бибер, канадски музичар[29]
- 2. март — Урош Ђурђевић, српски фудбалер[30]
- 2. март — Лазар Марковић, српски фудбалер[31]
- 6. март — Маркус Смарт, амерички кошаркаш[32]
- 7. март — Џордан Пикфорд, енглески фудбалски голман[33]
- 11. март — Сара Мактернан, ирска музичарка
- 11. март — Ендру Робертсон, шкотски фудбалер[34]
- 12. март — Борис Дало, француски кошаркаш[35]
- 14. март — Ансел Елгорт, амерички глумац, певач и ди-џеј[36]
- 16. март — Џоел Ембид, камерунски кошаркаш[37]
- 30. март — Лукас Лекавичијус, литвански кошаркаш[38]
- 30. март — Јанис Папапетру, грчки кошаркаш[39]

### Април
- 5. април — Марко Тепавац, српски тенисер[40]
- 6. април — Брајан Ангола, колумбијски кошаркаш[41]
- 7. април — Немања Ахчин, српски фудбалер[42]
- 8. април — Дарио Шарић, хрватски кошаркаш
- 9. април — Ландри Ноко, камерунски кошаркаш
- 11. април — Дакота Блу Ричардс, енглеска глумица[43]
- 12. април — Ерик Баји, фудбалер из Обале Слоноваче[44]
- 12. април — Николина Милић, српска кошаркашица[45]
- 12. април — Серше Ронан, ирско-америчка глумица[46]
- 15. април — Слободан Урошевић, српски фудбалер[47]
- 15. април — Стефан Хајдин, српски фудбалер[48]
- 16. април — Дамир Фејзић, српски теквондиста
- 22. април — Милена Божић, српска глумица
- 25. април — Никола Радичевић, српски кошаркаш
- 28. април — Милош Дегенек, аустралијско-српски фудбалер[49]

### Мај
- 6. мај — Матео Ковачић, хрватски фудбалер
- 14. мај — Маркињос, бразилски фудбалер[50]
- 17. мај — Марко Живковић, српски фудбалер[51]
- 18. мај — Александар Чаврић, српски фудбалер[52]
- 20. мај — Наташа Ковачевић, српска кошаркашица[53]
- 27. мај — Гиљермо Ернангомез, шпански кошаркаш[54]
- 28. мај — Џон Стоунс, енглески фудбалер[55]
- 29. мај — Дејан Тодоровић, српски кошаркаш[56]
- 30. мај — Зак Ледеј, амерички кошаркаш[57]

### Јун
- 1. јун — Коди Милер Макинтајер, амерички кошаркаш[58]
- 2. јун — Александра Младеновић, српска певачица[59]
- 6. јун — Огњен Ожеговић, српски фудбалер
- 9. јун — Харис Берковић, босанскохерцеговачки певач[60]
- 15. јун — Невена Божовић, српска певачица
- 15. јун — Доминик Мавра, хрватски кошаркаш[61]
- 16. јун — Тејлор Лав, америчка глумица и певачица[62]
- 16. јун — Душан Мандић, српски ватерполиста[63]
- 24. јун — Огњен Дрењанин, српски глумац
- 24. јун — Стефан Михајловић, српски фудбалер[64]
- 28. јун — Милош Јанковић, српски кошаркаш[65]
- 29. јун — Камила Мендес, америчка глумица[66]
- 30. јун — Стефан Фундић, српски кошаркаш[67]

### Јул
- 4. јул — Ера Истрефи, косовска музичарка
- 9. јул — Џордан Мики, амерички кошаркаш[68]
- 11. јул — Нина Несбит, шкотска музичарка[69]
- 15. јул — Стефан Пот, српски кошаркаш[70]
- 17. јул — Бенжамен Менди, француски фудбалер[71]
- 19. јул — Дарко Лазић, српски фудбалер[72]
- 25. јул — Бианка Буша, српска одбојкашица[73]
- 25. јул — Наталија Костић, српска тенисерка[74]
- 27. јул — Филип Холендер, мађарски фудбалер[75]

### Август
- 3. август — Корентин Толисо, француски фудбалер[76]
- 4. август — Емилија Баранац, српско-канадска глумица и модел[77]
- 4. август — Мет Томас, амерички кошаркаш[78]
- 8. август — Игор Вујачић, црногорски фудбалер[79]
- 10. август — Бернардо Силва, португалски фудбалер[80]
- 14. август — Теодора Бјелица, српска глумица и модел[81]
- 15. август — Рашон Томас, амерички кошаркаш[82]
- 17. август — Таиса Фармига, америчка глумица[83]
- 18. август — Меделин Петш, америчка глумица[84]
- 23. август — Јусуф Нуркић, босанскогерцеговачки кошаркаш[85]
- 23. август — Огаст Ејмс, канадска порнографска глумица (прем. 2017)[86]
- 24. август — Тајлер Енис, канадски кошаркаш[87]

### Септембар
- 8. септембар — Гајас Захид, норвешки фудбалер
- 8. септембар — Бруно Фернандес, португалски фудбалер[88]
- 12. септембар — Елина Свитолина, украјинска тенисерка
- 16. септембар — Најџел Вилијамс-Гос, амерички кошаркаш[89]
- 16. септембар — Александар Митровић, српски фудбалер[90]
- 16. септембар — Мина Поповић, српска одбојкашица
- 20. септембар — Петар Аранитовић, српски кошаркаш[91]
- 25. септембар — Александра Станаћев, српска кошаркашица[92]
- 29. септембар — Холзи, америчка певачица и глумица[93]

### Октобар
- 1. октобар — Дејан Мелег, српски фудбалер[94]
- 9. октобар — Александра Јегдић, српска одбојкашица[95]
- 19. октобар — Матеј Мохорич, словеначки бициклиста[96]
- 23. октобар — Маргарет Кволи, америчка глумица[97]
- 24. октобар — Мигел Араухо, перуански фудбалер[98]
- 24. октобар — Андрија Луковић, српски фудбалер[99]
- 25. октобар — Алекса Аврамовић, српски кошаркаш[100]
- 26. октобар — Владимир Јововић, српски фудбалер[101]
- 27. октобар — Огњен Добрић, српски кошаркаш[102]
- 27. октобар — Далас Мур, америчко-албански кошаркаш[103]
- 30. октобар — Душан Кутлешић, српски кошаркаш[104]

### Новембар
- 7. новембар — Милица Николић, српска џудисткиња[105]
- 8. новембар — Јован Новак, српски кошаркаш[106]
- 9. новембар — Шарлот Карден, канадска музичарка
- 10. новембар — Такума Асано, јапански фудбалер[107]
- 19. новембар — Немања Вицо, српски ватерполиста
- 29. новембар — Џулијус Рендл, амерички кошаркаш[108]

### Децембар
- 4. децембар — Габријел Лундберг, дански кошаркаш[109]
- 6. децембар — Јанис Адетокумбо, грчки кошаркаш[110]
- 8. децембар — Рахим Стерлинг, енглески фудбалер[111]
- 19. децембар — Никола Нинковић, српски фудбалер[112]
- 20. децембар — Димитриос Аграванис, грчки кошаркаш
- 30. децембар — Никола Милутинов, српски кошаркаш

## Смрти

### Јануар
- 12. јануар — Горан Ивандић, босанскохерцеговачки музичар, најпознатији као бубњар групе Бијело дугме (рођ. 1955)
- 22. јануар — Жан Луј Баро, француски глумац, редитељ и пантомимичар. (рођ. 1910)[113]
- 22. јануар — Тели Савалас, амерички глумац и певач (рођ. 1922)[114]

### Фебруар
- 12. фебруар — Рахела Ферари, српска глумица (рођ. 1911)[115]
- 26. фебруар — Бил Хикс, амерички комичар и сатиричар (рођ. 1961)

### Март
- 6. март — Мане Бајић, српски фудбалер (рођ. 1941)[116]
- 9. март — Чарлс Буковски, амерички књижевник (рођ. 1920)[117]
- 28. март — Ежен Јонеско, румунско-француски драматург и писац (рођ. 1909)

### Април
- 5. април — Курт Кобејн, амерички музичар, најпознатији као певач, гитариста и фронтмен групе Nirvana (рођ. 1967)
- 22. април — Ричард Никсон, амерички политичар, 37. председник САД (рођ. 1913)
- 30. април — Роланд Раценбергер, аустријски аутомобилиста, возач Формуле 1 (рођ. 1960)[118]

### Мај
- 1. мај — Аиртон Сена, бразилски аутомобилиста, возач Формуле 1 (рођ. 1960)
- 12. мај — Ерик Ериксон, немачко-амерички развојни психолог и психоаналитичар (рођ. 1902)[119]
- 15. мај — Олга Спиридоновић, српска глумица (рођ. 1923)[120]
- 19. мај — Луис Окања, шпански бициклиста (рођ. 1945)[121]
- 30. мај — Павле Савић, српски физичар и хемичар, председник САНУ (1971—1981) (рођ. 1909)[122]

### Јун
- 4. јун — Масимо Троизи, италијански глумац, редитељ, сценариста и песник (рођ. 1953)[123]
- 17. јун — Бранко Петрановић, српски правник и историчар. (рођ. 1927)[124]
- 19. јун — Павле Богатинчевић, српски глумац (рођ. 1905)[125]

### Јул
- 2. јул — Андрес Ескобар, колумбијски фудбалер (рођ. 1967)
- 8. јул — Ким Ил Сунг, севернокорејски политичар, 1. врховни вођа Северне Кореје (рођ. 1912)[126]
- 29. јул — Дороти Кроуфут Хоџкин, енглеска хемичарка, добитница Нобелове награде за хемију (1964) (рођ. 1910)
- 30. јул — Ипче Ахмедовски, српски певач (рођ. 1966)[127]

### Август
- 11. август — Питер Кушинг, енглески глумац (рођ. 1913)[128]
- 19. август — Лајнус Полинг, амерички хемичар, биохемичар и мировни активиста (рођ. 1901)[129]

### Септембар
- 10. септембар — Макс Морлок, немачки фудбалер (рођ. 1925)
- 11. септембар — Џесика Танди, енглеско-америчка глумица (рођ. 1909)[130]
- 12. септембар — Том Јуел, амерички глумац (рођ. 1909)[131]
- 17. септембар — Витас Герулајтис, литванско-амерички тенисер (рођ. 1954)
- 17. септембар — Карл Попер, аустријско-британски филозоф. (рођ. 1902)

### Октобар
- 15. октобар — Јозо Томашевић, америчко-хрватски економиста и војни историчар (рођ. 1908)
- 20. октобар — Берт Ланкастер, амерички глумац (рођ. 1913)[132]

### Новембар
- 5. новембар — Милан Младеновић, српски музичар, најпознатији као суоснивач, певач и гитариста група Шарло акробата и Екатарина Велика (рођ. 1958)[133]
- 16. новембар — Милан Пузић, српски глумац. (рођ. 1926)[134]

### Децембар
- 13. децембар — Олга Рупцова, совјетска шахисткиња (рођ. 1909)
- 18. децембар — Роже Апери, грчко-француски математичар. (рођ. 1916)
- 24. децембар — Џон Озборн, енглески драматург, сценариста и глумац (рођ. 1929)[135]
- 26. децембар — Силва Кошћина, италијанска глумица (рођ. 1933)[136]

## Нобелове награде
- Физика — Бертрам Брокхаус и Клифорд Гленвуд Шул
- Хемија — Џорџ А. Ола
- Медицина — Алфред Г. Гилман и Мартин Родбел
- Књижевност — Кензабуро Ое
- Мир — Председник ПЛО-а, Јасер Арафат (Палестина), министар спољних послова Шимон Перес (Израел) и премијер Јицак Рабин (Израел)
- Економија — Џон Харшани (САД), Џон Неш (САД) и Рајнхард Зелтен (Немачка)